# Feigères

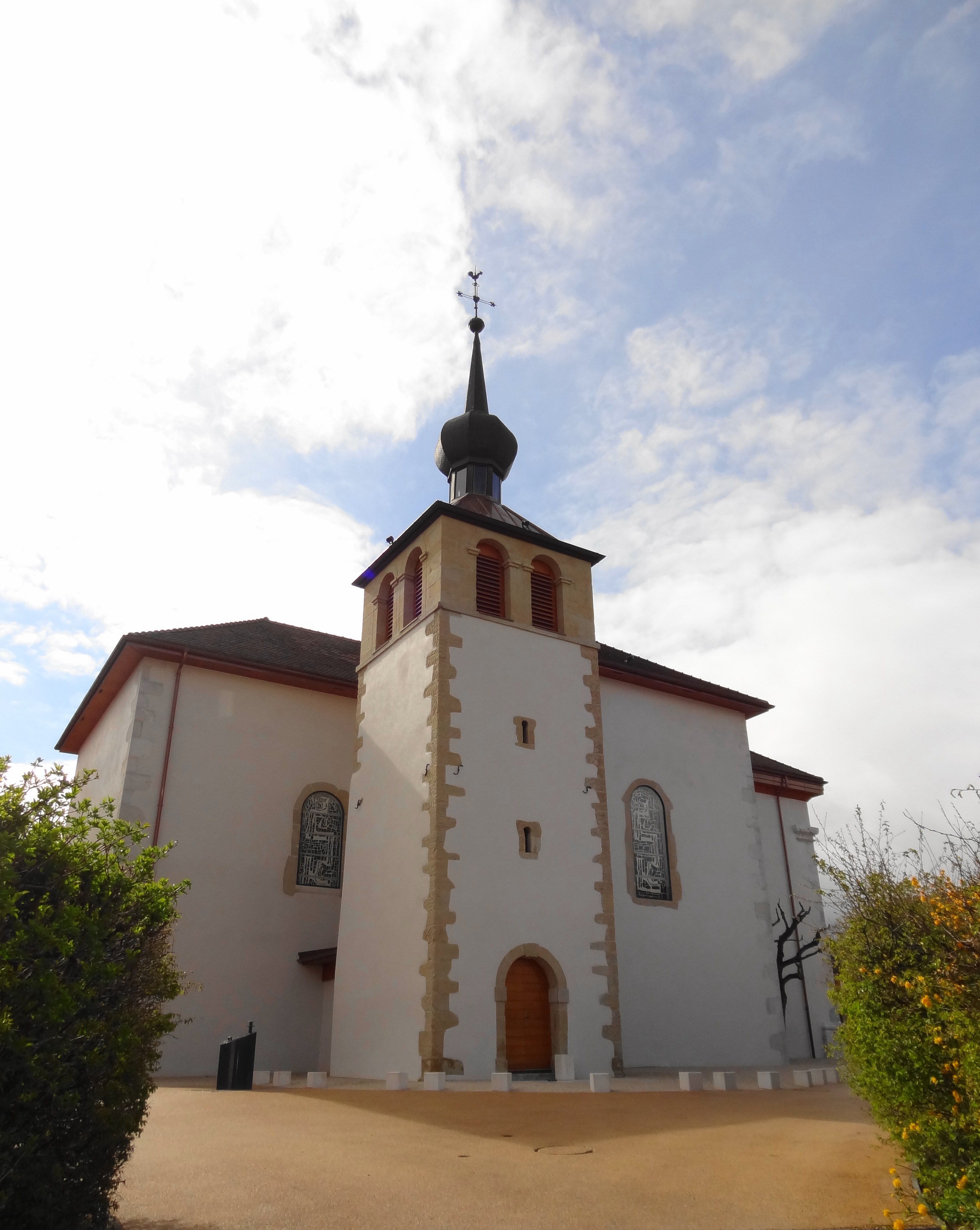
Kościół w Feigères (2012)

Feigères – miejscowość i gmina we Francji, w regionie Owernia-Rodan-Alpy, w departamencie Górna Sabaudia.
Według danych na rok 1990 gminę zamieszkiwały 962 osoby, a gęstość zaludnienia wynosiła 126 osób/km² (wśród 2880 gmin regionu Rodan-Alpy Feigères plasuje się na 801. miejscu pod względem liczby ludności, natomiast pod względem powierzchni na miejscu 1310.).